# Schloss Kellenberg

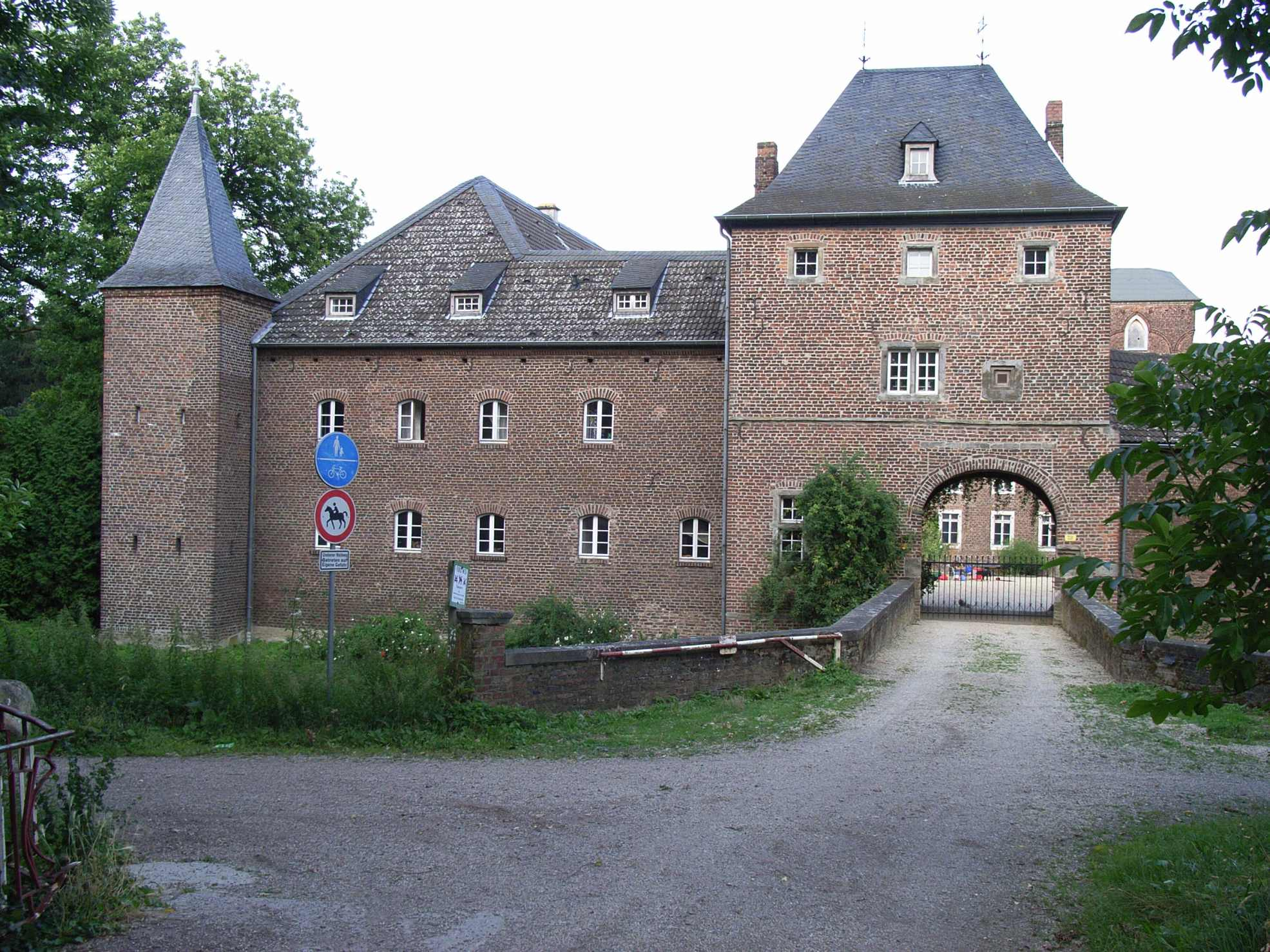
Schloss Kellenberg, Vorburg, Zustand 2007

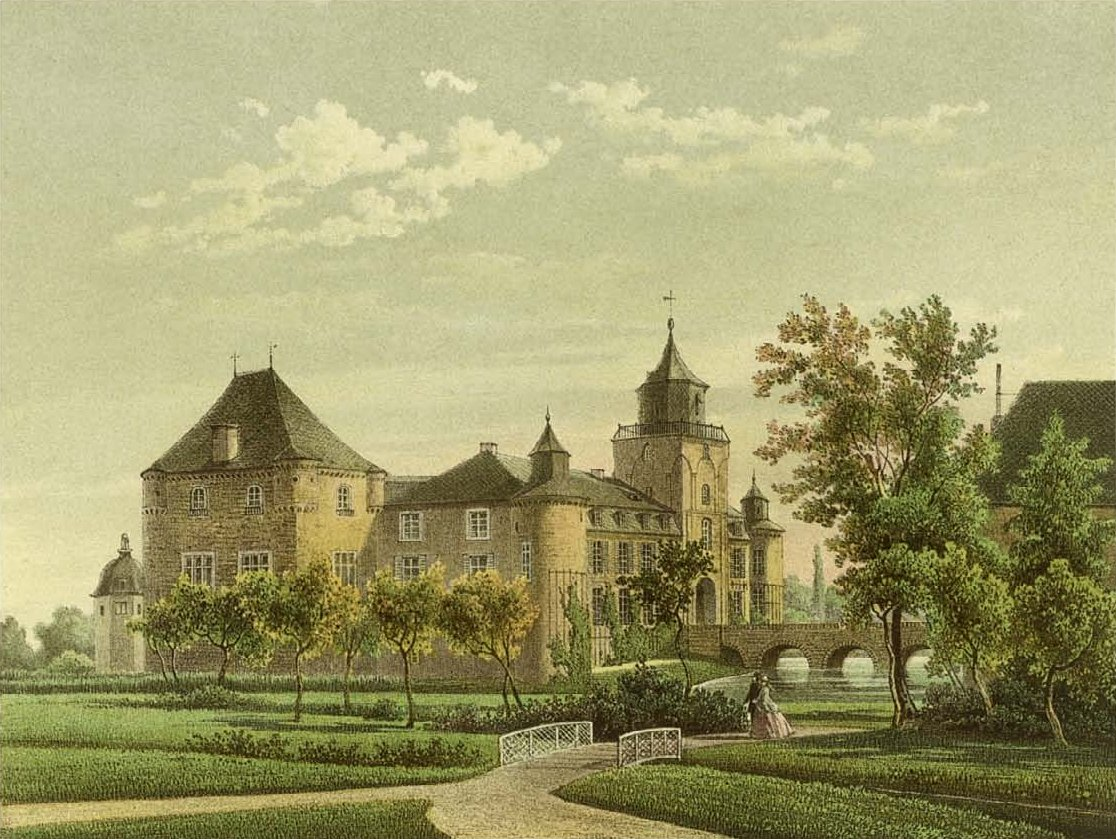
Schloss Kellenberg um 1860, Sammlung Alexander Duncker

Schloss Kellenberg ist ein Wasserschloss am nördlichen Rand des Dorfes Barmen, einem Stadtteil von Jülich, an der Rur. Die heutige Anlage entstand im 15. und 16. Jahrhundert. Sie besteht aus einer Hauptburg mit Herrenhaus, die vollständig mit einem Wassergraben umgeben ist, sowie einer Vorburg mit Wirtschaftsgebäuden, deren Wassergraben ebenfalls großteils erhalten ist.

## Geschichte
Ursprüngliche Besitzer der Feste Kellenberg war zunächst der Herr Edmund von Barmen und nachfolgend Gerhard Mulart von Hullhoven. Durch Heirat seiner Tochter kam es an Wilhelm von Wevelinghoven der Erbmarschall von Köln 1429, danach Scheiffardt von Merode, unter der die heutige Anlage im 15. und 16. Jahrhundert entstand.
1626 verkaufte Otto Heinrich Waldbott von Bassenheim (1561–1639), der Haus und Gut Kellenberg pfandweise von Wilhelm Scheiffart von Merode, Herrn zu Bornheim, innehatte, den Besitz für 4.762 Reichstaler, 51 Albus und 4 Heller an Johann Karl von Utenhove († 1616/19). Sein Sohn Johann Ludwig Utenhove hatte Schulden, so dass seine Frau Francoise de Besancon Gut Kellenberg 1638 an Johann Graf von Werth, auch Jan van Werth genannt, verkaufte.
Jan van Werth, kaiserlicher General im Dreißigjährigen Krieg, kaufte 1638 das Schloss für seine einzige Tochter Lambertine Irmgardis, deren Nachfahren bis April 2022 hier wohnten. Lambertine Irmgard vermählte sich mit Winand Hieronymus Reichsfreiherrn Raitz von Frentz. Er war Sohn des früheren Gutsherrn auf Schloss Schlenderhan, wo Jan van Werth in der Jugend als Pferdeknecht diente. Nach dem Tode des Reitergenerals gelangten im Jahre 1655 die deutschen Besitzungen nach einem Rechtsstreit an Werths Tochter und somit an die Familie Raitz von Frentz. Bis zum Erlöschen der Linie der Freiherrn Raitz von Frentz zu Kellenberg im Mannesstamm blieb die Burg im Besitz der Familie.
1888 kam das Schloss durch Heirat von Cunigunde Maria Raitz von Frentz und Clemens Wenzeslaus Graf von und zu Hoensbroech in den Besitz der gräflichen Familie Hoensbroech, in deren Eigentum Kellenberg bis 2009 blieb. Ein Brand am 1. April 1992 zerstörte das Hauptschloss nahezu komplett. Anfang 2009 wurde das Schloss in seiner Gesamtheit für 3,1 Millionen Euro an den Bau- und Liegenschaftsbetrieb NRW (BLB) verkauft.
Der Kaufpreis wurde durch ein vom BLB beauftragtes Gutachten bestimmt. Der BLB schrieb den Wert jedoch schon wenige Monate später voll ab. Diese und weiteren Ungereimtheiten bei weiteren Projekten des BLB führten zu Ermittlungen wegen Bestechlichkeit, Veruntreuung und Verrat. Der Verdacht gegen die Beteiligten im Kauf von Schloss Kellenberg erhärtete sich jedoch nicht. Die Ermittlungen gegen die Verkäufer von Schloss Kellenberg wurden 2013 eingestellt. Der ehemalige Geschäftsführer des BLB Ferdinand Tiggemann wurde 2017 jedoch vom Düsseldorfer Landgericht wegen Bestechlichkeit und Untreue in anderen Fällen zu siebeneinhalb Jahren Haft verurteilt. 2019 reichte der BLB Klage beim Aachener Landgericht gegen die Verkäufer von Schloss Kellenberg wegen Wucher ein. Die Klage wurde 2019 vom Aachener Landgericht abgewiesen.
Im November 2022 gab der BLB Schloss Kellenberg im Rahmen eines öffentlichen Bieterverfahrens in den Verkauf. Im November 2023 erwarb die Familie Hoensbroech das Schloss zurück.

## Bewohner Schloss Kellenberg
- Edmunt von Barmen ⚭ Elisabeth von Goer[15],
- Tochter N. von Barmen ⚭ Gerhard Mulart von Hulhoven,
- Wilhelm III. von Merode-Vlatten, zweimal verheiratet mit der Tochter von Gerhard,
- Yburga Tochter von Wilhelm III. von Merode-Vlatten ⚭ Friedrich Scheiffart von Merode,
- Gerard Scheiffart von Merode ⚭ Elisabeth Beissel von Gymnich,
- Reinard Scheiffart von Merode ⚭ Katharina von Vlodrop-Leuth,
- Ulrich Scheiffart von Merode ⚭ Ursula von Hompesch,
- Wilhelm Scheiffart von Merode ⚭ Margarethe Caecilie Agnes von Bylandt,
- Adolf Scheiffart von Merode ⚭ Cacilia Maria von Schellaert van Obbendorf zu Wijnantsrade,
- Wilhelm Scheiffart von Merode ⚭ Sophia Regina Quaedt von Landskron,
- Johann Karl von Utenhove ⚭ I. Sophia von Schönberg zu Reichenau, ⚭ II. Elisabeth Snoukaert van Schauburg,[16]
- Johann Ludwig von Utenhove ⚭ Francoise de Besancon,
- Johann Graf von Werth ⚭ Elise Judenkop von Streithagen zu Uersfeld,
- Lambertine Irmgardis von Werth ⚭ Winand Hieronymus Freiherr Raitz von Frentz,
- Theodor Adolf Raitz von Frentz ⚭ Maria Sidonia Aleid Schellardt von Obbendorf,
- Franz Winand Raitz von Frentz ⚭ Anna Franciska Charlotte von Bylandt zu Rheydt,
- Franz Arnold Raitz von Frentz ⚭ Isabella Charlotte von Warsberg,
- Emmerich Joseph Raitz von Frentz ⚭ Maria Franciska von Olmissem,
- Edmund Carl Raitz von Frentz ⚭ Cunigunde Beissel von Gymnich, Gravin
- Reinard Franz Raitz von Frentz ⚭ Antonia von Muddersheim,
- Cunigunde Maria Raitz von Frentz ⚭ Clemens Wenzeslaus Graf von und zu Hoensbroech,
- Franz Lothar Graf von und zu Hoensbroech ⚭ Helene Maria von Loë zu Mheer (Prov. Limburg),
- Reinhard Heinrich Graf von und zu Hoensbroech ⚭ Maria Imaculata Erzherzogin von Österreich
- Branco Graf von und zu Hoensbroech ⚭ Assunta Freiin von Lüninck

## Kellenberger Mühle

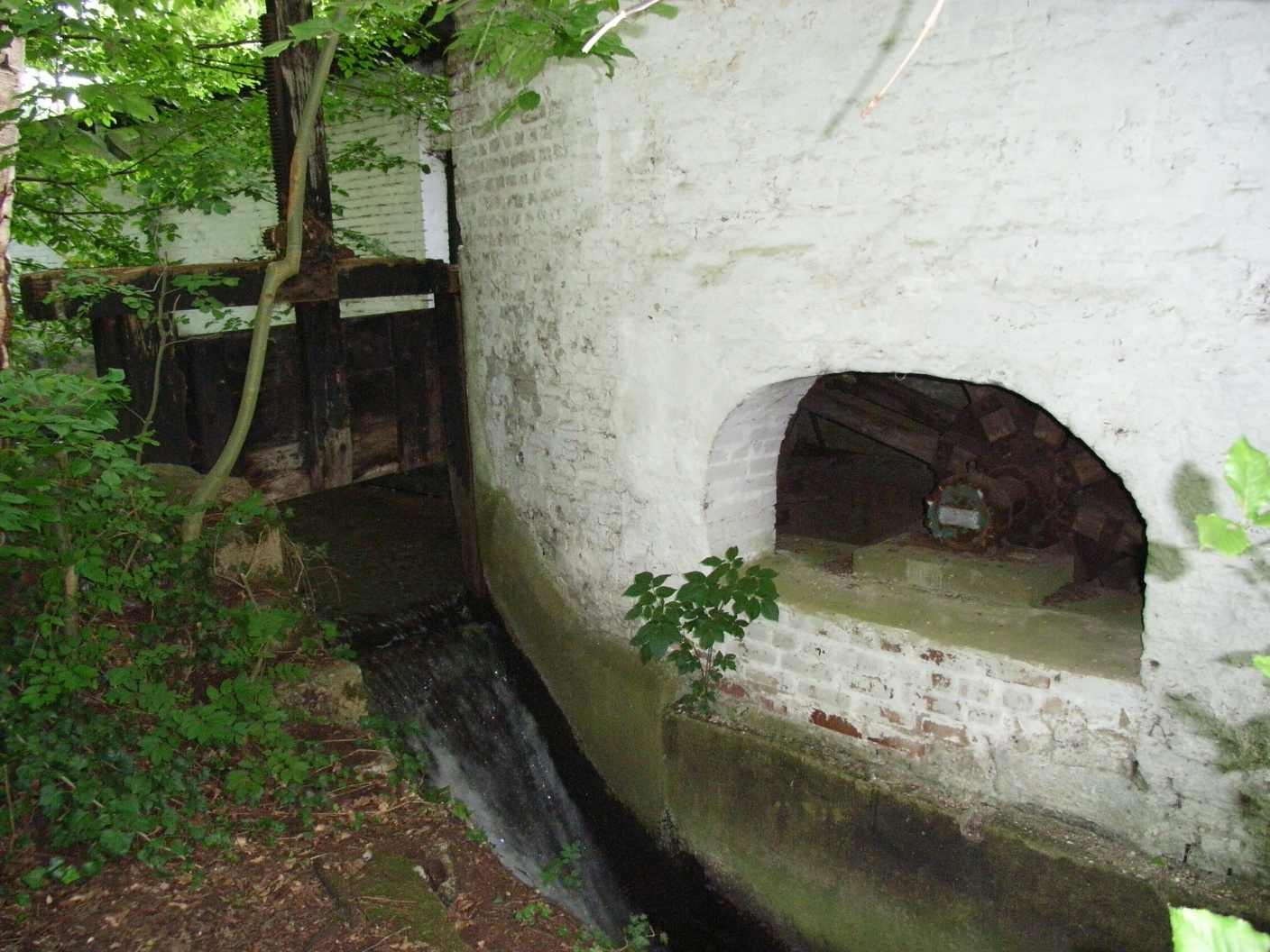
Wassergraben und Mühlrad der Kellenberger Mühle

Unweit des Schlosses befindet sich am Altdorf-Kirchberg-Koslarer Mühlenteich die um 1500 entstandene Kellenberger Mühle. Das heutige Gebäude geht auf das Jahr 1784 zurück. Die Kornmühle war bis 1963 in Betrieb. Derzeit wird die Mühle restauriert und soll bald wieder bewohnbar sein.

## Nulandt-Kreuz
Am 27. Februar 1681 ertrank der Kommandant der Stadt Düren und Amtmann von Aldenhoven, der pfalz-neuburgische Kriegsherr und Kämmerer, Obrist und Befehlshaber über ein Regiment zu Fuß, Johann Dietrich Freiherr von Nulandt in der Rur unweit des Schlosses Kellenberg durch das Umschlagen seiner Kutsche. Ihm zur Erinnerung ließ seine Familie ein mächtiges und kunstvoll gestaltetes Kreuz aus belgischem Granit errichten, das zu Beginn der 1970er Jahre durch Vandalismus zerstört wurde. Am 3. September 2016 wurde das zerstörte Nulandt-Kreuz als Replik wieder im Kellenberger Wald nahe dem originalen Standort der Öffentlichkeit zugänglich gemacht.